# 爱春楼
爱春楼，位于中国广东省梅州市松口镇铜琶村，为梅县区文物保护单位，类型为近现代重要史迹及代表性建筑，公布时间为1987年11月。
爱春楼的历史年代約為1910-1950。